# R. Kelényi Angelika
R. Kelényi Angelika (Kazincbarcika, 1970. december 2. – 2023. október 16. (k. n.))  magyar író.

## Életrajza
1970. december 2-án született Kazincbarcikán. Húsz éves koráig élt a szülővárosában, majd Budapestre költözött. 2006 óta Budakalász volt az otthona.  Az ELTE Pedagógiai és Pszichológiai Karán végzett.
2006-tól a Blikk Nők és Tina magazin külsős cikkírója volt. 2012-től a Nőkorszak.hu online magazin főszerkesztője.  2014-ben elnyerte a Terézanyu pályázat fődíját, ezt követően indult el regényírói pályafutása. Haláláig hivatásszerűen regények írásával foglalkozott. Egy kislánya született, akit férje halála után hat évig egyedül nevelt.
2022 februárjában jelentette be, hogy mellrákja van. A két évvel korábbi szűrővizsgálaton félrediagnosztizálták és nem küldték el további kezelésekre, így alakulhatott ki nála a daganat. 2023 októberében hunyt el.

## Munkássága
2014-ben jelent meg az első könyve Az agyam eldobom címmel az Álomgyár Kiadónál. Ezt követte még ebben az évben a Negyven felé pártában. 2015-ben újabb két kötete jelent meg az írónőnek Egy hajszálon múlt és Váláshelyzet címmel, a sikerkönyvek a sokak által ismert, kemény élethelyzeteteket dolgozzák fel a maga humoros, laza stílusában. 2016-ban az írónő zsánert váltott és történelmi témájú sorozatba kezdett. A Szulejmán és a magyar udvarhölgy, majd a folytatása, a Szulejmán és a kolostor rabja történelmi eseményeken alapuló romantikus kalandregények. Egy újabb történelmi regénye Az Ártatlan a 17. század elején játszódik Báthory Erzsébet udvarában, melynek második része, a Bűnös örömök városa 2017 októberében jelent meg, harmadik része, A párizsi nő pedig 2018 márciusában került a könyvesboltokba. 
2018 őszén új regénysorozatba kezdett, Mennyei bűnök címmel, mely a 19. századi Rómába kalauzolja az olvasókat. Történeteiben minden esetben erős, harcos, mégis hétköznapi nők a főhősök, akiknek szerepébe bárki beleélheti magát. A Mennyei bűnök olyan súlyos és ma is aktuális kérdésekkel foglalkozik, mint a hatalommal való visszaélés, az erőszak, ellenpontozásként pedig a család összetartó ereje és a feltétel nélküli szeretet jelenik meg.
2019 nyarán egy könyv erejéig visszatért eredeti zsáneréhez, és egy humoros, romantikus regénnyel, a Barcelona, Barcelona című kötettel jelentkezett, majd ősszel a Mennyei bűnök folytatásaként bemutatta új kétrészes sorozatát, A lánynevelde címmel. A nyári regénye, a Barcelona, Barcelona, melynek főszereplője a különös kalandokba keveredő újságírónő, Caroline Wood, nagy sikert ért el. Az író úgy döntött, folytatja miss Wood kalandjait, ezért 2020. nyarán Rómába, majd Hollywoodba, aztán Rióba, 2021 nyarán pedig a Balaton partjára utaztatta olvasóit. Még ugyanebben az évben megjelent az Átkozottak és a Heaven – A leszármazott című regénye, majd 2022-ben ismét Caroline Wood utazásairól olvashattunk, aki tavasszal Flores szigetét (Édes Flores) fedezte fel, majd ismét visszatért a Balatonra a Veszélyes Vadvirág című kötetben. Ősszel egy Róma közeli kisvárosban új életet kezdő asszony sorsáról mesélt a Manna Marina című könyvében, 2023 tavaszán pedig már Marrákesbe, Marokkó varázslatos városába repítette az olvasókat a Mesés Marrákes című regénnyel. Utolsó befejezett regénye 2023 szeptemberében jelent meg Képtelen Kréta címen. Bécsi kerengő című regényét elkezdte írni, de halála miatt befejezetlen maradt.
Regényeit az Álomgyár Kiadó gondozza.

## Művei
- Az agyam eldobom (2014)
- Negyven felé pártában (2014)

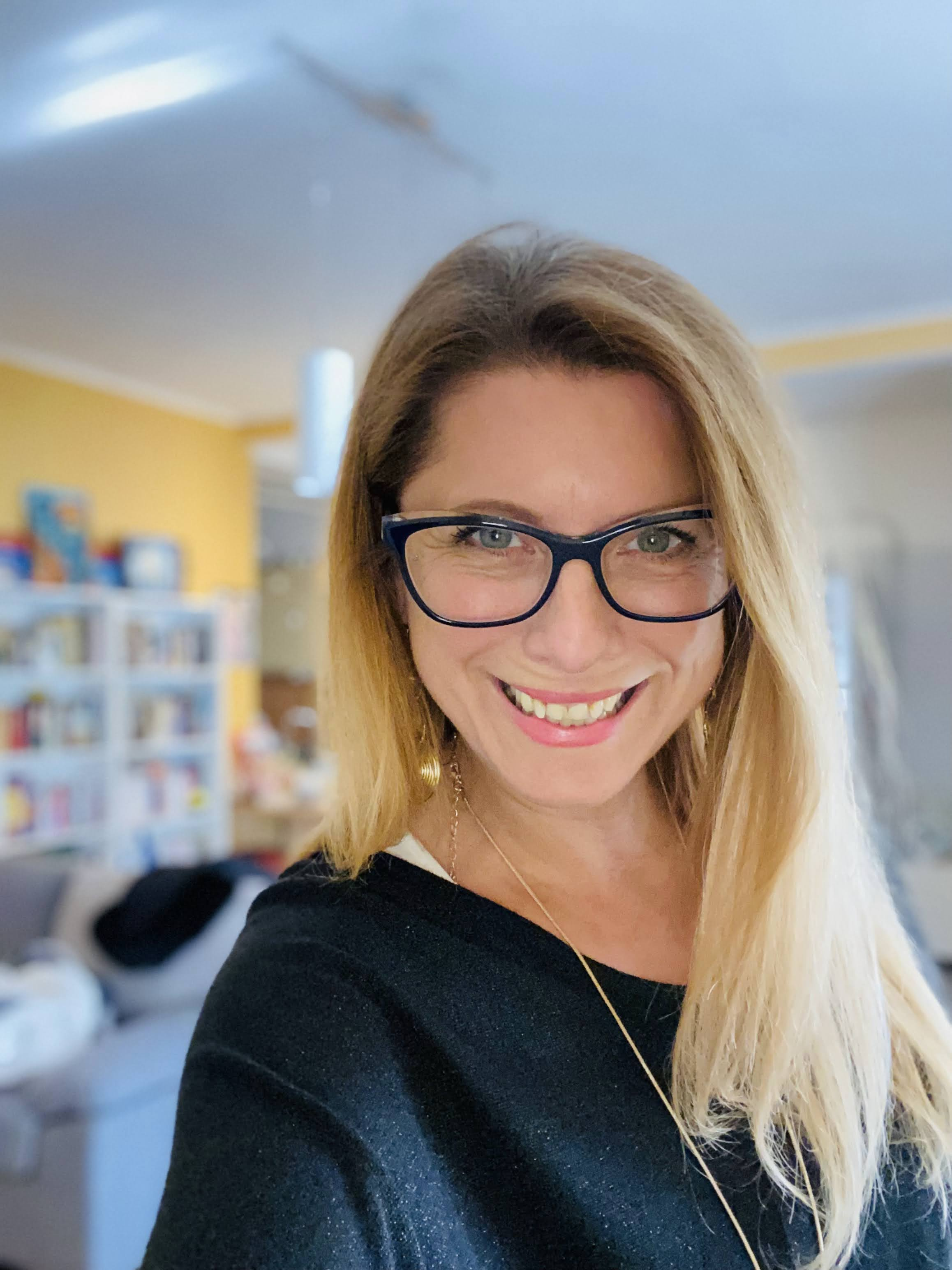

- Szulejmán – Sorozat és történelem (2016, Jencsel Évával közösen)
- Egy hajszálon múlt (2015)
- Váláshelyzet (2015)
- Szulejmán és a magyar udvarhölgy (2016)
- Szulejmán és a kolostor rabja (2016)
- Szulejmán – Sorozat és történelem (2016)
- Az Ártatlan – A porfészek (2017, Az ártatlan sorozat)
- Az Ártatlan – A grófnő árnyékában (2017, Az ártatlan sorozat)
- Az Ártatlan – Bűnös örömök városa (2017, Az ártatlan sorozat)
- Az Ártatlan – A párizsi nő (2018, Az ártatlan sorozat)
- Az agyam eldobom – Nő pánikban (2017, bővített kiadás)
- Az Ártatlan – Az örökség (2018, Az ártatlan sorozat)
- Mennyei bűnök 1. (2018, Riva nővérek sorozat)
- Mennyei bűnök 2. (2018, Riva nővérek sorozat)
- Barcelona, Barcelona (2019, Caroline Wood sorozat)
- A lánynevelde 1. (2019, Riva nővérek sorozat)
- A lánynevelde 2. (2020, Riva nővérek sorozat)
- Doria (2020, Riva nővérek sorozat)
- Rizzo (2020, Riva nővérek sorozat)
- Róma, Róma (2020, Caroline Wood sorozat)
- Halálos Hollywood (2020, Caroline Wood sorozat)
- Caroline Wood határidőnapló (2020)
- Rejtélyes Rio (2021, Caroline Wood sorozat)
- London, Love (2021, Caroline Wood sorozat)
- Szédítő Balaton (2021, Caroline Wood sorozat)
- Átkozottak (2021)
- Heaven – A leszármazott (2021)
- Édes Flores (2022, Caroline Wood sorozat)
- Veszélyes Vadvirág (2022, Caroline Wood sorozat)
- Manna Marina (2022)
- Mesés Marrákes (2023, Caroline Wood sorozat)
- Képtelen Kréta (2023, Caroline Wood sorozat)

## Díjak, jelölések
- Terézanyu-díj – Fődíj (2014)
- Aranykönyv jelölés (2014)
- Aranykönyv jelölés (2015)
- Aranykönyv jelölés (2016)
- Az Év Könyve I. helyezett krimi kategóriában (2022)